# Tommy Thompson
Thomas Thompson (Loomis, California; 15 de agosto de 1995), más conocido como Tommy Thompson, es un futbolista estadounidense. Juega de delantero.

## Trayectoria

### San Jose Earthquakes
Thompson jugó al fútbol universitario por un año en la Universidad de Indiana en 2013, antes de firmara un contrato de Jugador de Cantera con el San Jose Earthquakes el 14 de marzo de 2014.
Thompson hizo su debut profesional el 7 de junio de 2014 ingresando en el minuto 89 en la derrota 0-1 de su equipo frente al Toronto FC.
El 25 de junio de ese mismo año Thompson fue enviado a préstamo por el resto de la temporada al equipo filial de los Quakes en la USL Pro, el Sacramento Republic FC.

## Selección nacional

### Selecciones juveniles
El 28 de diciembre de 2014 fue incluido en la lista preliminar de 35 jugadores de Estados Unidos con miras al Campeonato Sub-20 de la Concacaf de 2015, el cual sirvió de clasificación para la Copa Mundial de Fútbol en esa categoría en junio de ese año. El 5 de enero de 2015 fue incluido en la lista final de futbolistas que disputaron el torneo. Meses después fue incluido en la lista definitiva de 21 jugadores que representaron a los Estados Unidos en el torneo final en Nueva Zelanda. Debutó ingresando como suplente en la victoria 2-1 sobre Myanmar en el partido inaugural. Fue titular por primera vez en el último encuentro de los norteamericanos en el torneo, jugando los 90 minutos en la derrota por penales ante Serbia en los cuartos de final.

### Participaciones en Copas del Mundo
| Mundial                     | Sede          | Resultado        | Partidos | Goles |
| --------------------------- | ------------- | ---------------- | -------- | ----- |
| Copa Mundial Sub-20 de 2015 | Nueva Zelanda | Cuartos de final | 4        | 0     |

## Clubes
| Club                                | País           | Año         |
| ----------------------------------- | -------------- | ----------- |
| San Jose Earthquakes                | Estados Unidos | 2014 - 2024 |
| Sacramento Republic FC (a préstamo) | Estados Unidos | 2014        |

## Vida privada
Thompson es el hijo del exfutbolista de la selección estadounidense de fútbol, Gregg Thompson.